# Paekdam sa
Paekdam sa (백담사 Klasztor Stu Stawów) – koreański klasztor.

## Historia klasztoru
Nie jest znana data zbudowania klasztoru. Został zbudowany w VII wieku w nieco innej lokalizacji głęboko (nae-Sŏrak - wewnętrzna część masywu) w górach Sŏrak przez Chajanga pomiędzy rokiem 647 a 654. Istnieje także wersja, że był to rok 643. Jego pierwotna nazwa to Hangye sa. W 690 roku klasztor został zniszczony przez pożar. Pod koniec VIII wieku klasztor został przebudowany, przeniesiony i równocześnie zmieniono nazwę na Unhung.
W ciągu następnych wieków istnienia klasztoru, był on przebudowywany kilka razy oraz zmieniał swoje położenie. Często zmieniano jego nazwę, był znany jako Youngchui sa, Sim sa i Simwon sa. Obecna forma klasztoru pochodzi z 1957 roku.
Jednym z najsłynniejszych mnichów związanych z tym klasztorem był poeta i patriota – Manhae (1879–1944). Właśnie tu został mnichem w 1905 roku w wieku 24 lat. Pod koniec lat 80. XX wieku w klasztorze rezydował "na wygnaniu" były prezydent Korei Chun Doo-hwan.
Klasztor znajduje się obecnie na terenie Narodowego Park góry Sŏrak.

## Znane obiekty
- Drewniana figura buddy Amitayusa – Skarb nr 1182

## Adres klasztoru
- 62-2 Yongdae-ri, Buk-myeon, Inje, Gangwon-do, Korea Południowa

## Galeria

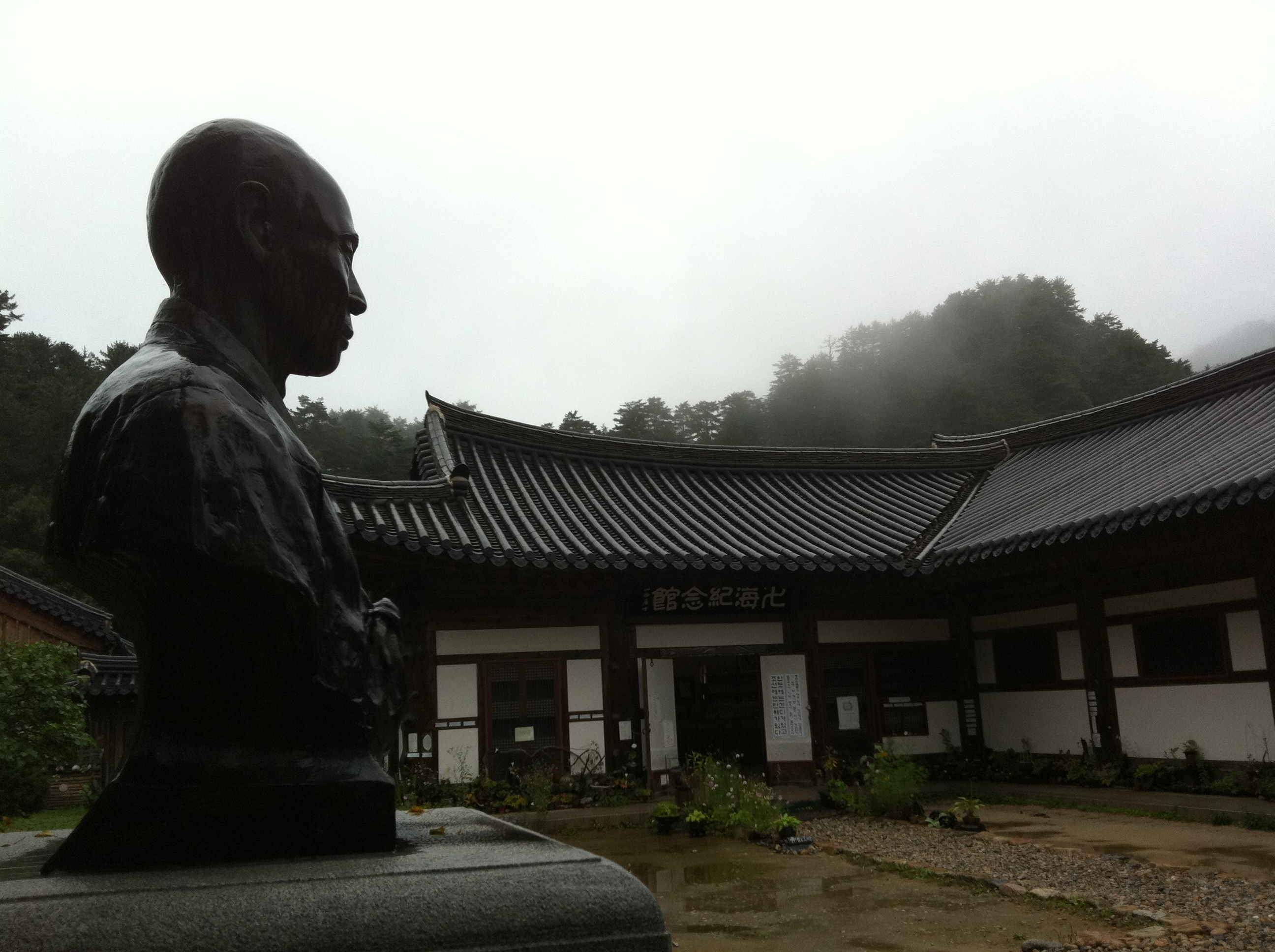
Muzeum mistrza Manhae w klasztorze